# Chuối Xanh

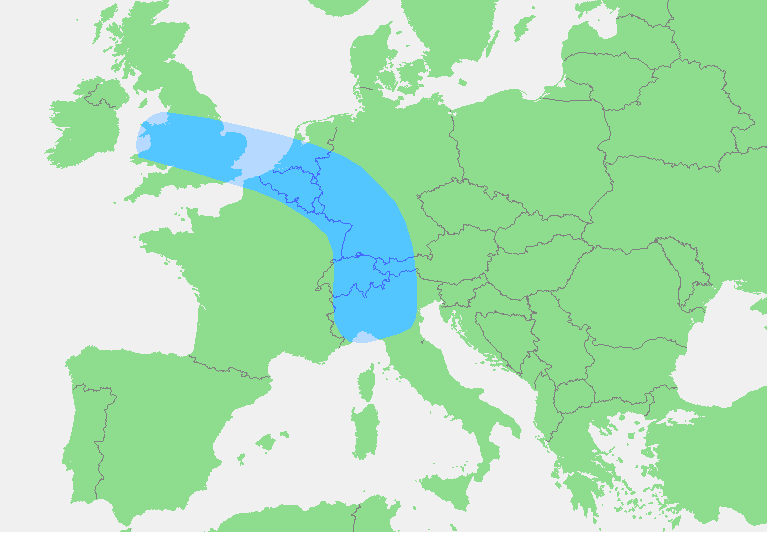
Chuối Xanh

Chuối Xanh là tên chỉ chung cho một hành lang đô thị hóa không liên tục ở châu Âu với tổng dân số lên đến khoảng 110 triệu người. Sở dĩ gọi là "chuối" vì hành lang này có hình vòng cung. Còn "xanh" là vì hành lang này như cái lõi của châu Âu mà Liên minh châu Âu có cờ màu xanh. Nó trải dài từ Tây Bắc Anh (Anh) ở phía Bắc đến Milano (Ý) ở phía Nam, bao gồm các thành phố lớn như London, Amsterdam, Rotterdam, Brussels, Antwerp, Eindhoven, vùng Ruhr, Düsseldorf, Köln, Frankfurt am Main, Luxembourg, Stuttgart, Strasbourg, Zürich, Torino, Milano, và Genova.
Chuối Xanh là một trong những nơi tập trung dân cư và tiềm lực kinh tế lớn nhất thế giới. Trong lịch sử châu Âu, đây cũng chính là hành lang thương mại và là khu vực tích lũy tư bản lớn nhất. Đây là khu vực có kết cấu hạ tầng phát triển nhất châu Âu.

## Lịch sử
Chuối Xanh là mô hình kinh tế được phát triển 1989 bởi một người Pháp, Roger Brunet, ông cố ý không đưa 2 trung tâm kinh tế đầy năng động Ile de France (Paris) và Lyon/Marseille vào. Mục đích của ông là để cảnh báo chính quyền Pháp, đừng bỏ lỡ cơ hội kết hợp Pháp với các nước Âu Châu khác.

## Danh sách các đô thị và vùng trong Chuối Xanh
| Thành phố / Vùng đô thị                                | Quốc gia             | Dân số (triệu người) |
| ------------------------------------------------------ | -------------------- | -------------------- |
| Liverpool / Vùng đô thị Liverpool                      | Anh                  | 1,3                  |
| Manchester - Salford / Vùng đô thị Manchester          | Anh                  | 2,5                  |
| Leeds - Bradford / Vùng đô thị West Yorkshire          | Anh                  | 1,9                  |
| Sheffield / Vùng đô thị Sheffield                      | Anh                  | 1,5                  |
| Birmingham - Wolverhampton / Chùm đô thị West Midlands | Anh                  | 2,6                  |
| Vùng Thủ đô London                                     | Anh                  | 13,9                 |
| Lille-Courtrai-Tournai                                 | Pháp và Bỉ           | 1,8                  |
| Vlaamse Ruit                                           | Bỉ                   | 5,5                  |
| Randstad                                               | Hà Lan               | 7,4                  |
| Brabantse Stedenrij                                    | Hà Lan               | 1,7                  |
| Arnhem-Nijmegen                                        | Hà Lan               | 0,8                  |
| Vùng châu Âu Meuse-Rhein                               | Bỉ, Hà Lan và Đức    | 3,9                  |
| Rhein-Ruhr                                             | Đức                  | 12,0                 |
| Frankfurt/Rhein-Main                                   | Đức                  | 5,2                  |
| Mannheim/Rhein-Neckar                                  | Đức                  | 2,0                  |
| Saarbrücken-Forbach                                    | Đức và Pháp          | 0,7                  |
| Vùng Stuttgart/Vùng đô thị Stuttgart                   | Đức                  | 5,3                  |
| Strasbourg-Ortenau                                     | Pháp và Đức          | 0,9                  |
| Basel                                                  | Thụy Sĩ, Pháp và Đức | 0,7                  |
| Vùng đô thị Zürich                                     | Thụy Sĩ              | 3,8                  |
| Vùng đô thị Milano                                     | Ý                    | 7,5                  |
| Vùng đô thị Torino                                     | Ý                    | 2,2                  |
| Vùng đô thị Nice                                       | Pháp                 | 0,9                  |
| TỔNG                                                   | TỔNG                 | 89,0                 |